# Cmentarz Prokocim
Cmentarz Prokocim – cmentarz znajdujący się w południowo-wschodniej części Krakowa, na terenie Dzielnicy XII Bieżanów-Prokocim przy ul. Bieżanowskiej 147. Został założony w 1917 roku dla parafii Matki Bożej Dobrej Rady. Jego powierzchnia wynosi 3,03 ha. Zarządcą jest Zarząd Cmentarzy Komunalnych w Krakowie.

## Historia
Poświęcenia terenu cmentarza dokonał ks. Wilhelm Gaczek 2 lutego 1917 roku, budową cmentarza kierował Władysław Różycki, który zm. w 1917 roku i został pochowany na tym cmentarzu.
W czasie plantowania okolicznych terenów wokół cmentarza na Imiołkach w 1925 roku natrafiono na prehistoryczne cmentarzysko całopalne z około 500 urnami z epoki brązu (z około 1300–800 lat p.n.e.), które zabezpieczono i oddano pod nadzór archeologowi z Krakowa, dr. Żurowskiemu. Zrekonstruowano z tego cmentarzyska około 250 urn i innych naczyń i przekazano do Muzeum Archeologicznego Polskiej Akademii Umiejętności w Krakowie. W numerze 245 „Ilustrowanego Kuryera Codziennego” z 7 września 1925 roku napisano: „Cmentarzysko zawierało trzy rodzaje grobów, a wszystkie leżały w głębokości około metra pod powierzchnią ziemi. Najczęściej spotykane groby zawierały dużą popielnicę, w której szczątki kostne i popioły oraz ozdoba do ubioru z brązu lub gliny, której zmarły używał za życia. Obok popielnicy stały małe naczyńka, także z gliny, niejednokrotnie bardzo pięknie zdobione, tak zwane przystawki. W tych małych naczyńkach złożony był niegdyś pokarm, według ówczesnych wierzeń – niezbędny zmarłemu w jego życiu pozagrobowym. Urnę i przystawki nakrywano dla ochrony dużą misą. Misy te miały przeważnie dna zniszczone przez wgniecenie ich w urnę. Resztki ich okrywały jeszcze boki popielnicy. Inny, rzadki typ grobu podobny był na pierwszy rzut oka do grzyba. W tym wypadku resztki kostne złożono wprost do ziemi razem z przystawkami i nakryto z góry misą. Z lewej strony wystawało spod misy uszko i brzeg przystawki. Najrzadziej natomiast spotykane groby zawierały urnę i przystawki bez misy jako ochrony. Ogółem wydobyto około 500 naczyń, z czego połowę w całości. Ozdoby do ubioru wykonane były zazwyczaj z drutu brązowego jak szpile, zausznice, naszyjniki itp. przedmioty czasem bardzo misternie wykonane, z których jedna szpila ma główkę w kształcie maleńkiej ważki! Na podstawie zespołu cech znalezionego cmentarzyska oraz analogii z innymi podobnymi zabytkami, zarówno w okolicy Krakowa oraz za granicą znalezionymi, możemy powstanie naszego cmentarzyska oznaczyć na początek epoki żelaza w Polsce”.

Najstarszym obiektem jest kapliczka ufundowana przez wójta Prokocimia Jakuba Ziętarę w 1861, przeniesiona na cmentarz z pól zajętych pod zabudowę mieszkaniową w 1962 roku. Pochowano tu m.in. ks. Bonifacego Woźnego proboszcza prokocimskiego, więźnia obozów koncentracyjnych w Oświęcimiu i Dachau.